# Ordine della Corona d'India
L'Ordine imperiale della Corona d'India (in inglese: The Imperial Order of the Crown of India) è un ordine cavalleresco quiescente britannico legato all'ex India britannica.

## Storia
L'Ordine venne fondato dalla regina Vittoria il 1º gennaio 1878, dopo essere divenuta imperatrice d'India l'anno precedente. L'Ordine venne conferito in modo discontinuo sino alla dichiarazione d'indipendenza dell'India nel 1947. L'Ordine era esclusivamente limitato alle principesse della casa reale inglese, alle principesse di case reali indiane e a mogli o figlie di persone che avessero ricoperto i seguenti incarichi amministrativi:
- Viceré d'India
- Governatore Generale d'India
- Governatore di Madras
- Governatore di Bombay
- Governatore del Bengala
- Segretario di Stato per l'India
- Comandante in capo dell'India

I membri dell'Ordine non ottenevano uno speciale status sociale dopo il conferimento, ad eccezione del privilegio di poter portare l'insegna dell'Ordine.
La regina Elisabetta II e sua sorella la principessa Margaret ottennero questa onorificenza dal loro padre, re Giorgio VI nel 1947. 
La regina Elisabetta II è stata fino al 2022 l'ultimo membro sopravvissuto dell'Ordine, che come si è detto proprio dal 1947 non viene più concesso, dopo che l'India ha ottenuto l'indipendenza dal Regno Unito, dalla sua ascesa al trono ne è anche il Sovrano.
Alle dame insignite spettavano le lettere post-nominali CI.

## Insegne
La medaglia consiste nelle cifre "VRI" (Victoria Regina Imperatrix) che si intersecano tra loro, montate entro un ovale d'oro e perle. Le lettere che compongono la medaglia sono realizzate in diversi materiali: la V è in diamanti, la R in perle e la I è realizzata in turchesi. L'insegna è sormontata dalla corona imperiale indiana in oro e smalti.
Il nastro è azzurro con strisce bianche ai lati, e si porta sulla spalla sinistra.

## Insigniti notabili
Elenco degli insigniti notabili e l'anno del conferimento:
1. 1878: Alessandra di Danimarca, principessa consorte del Galles (dal 1863, poi dal 1901 moglie di re Edoardo VII e regina consorte del Regno Unito e imperatrice consorte d'India)
2. 1878: Vittoria di Sassonia-Coburgo-Gotha, principessa consorte della corona di Prussia (moglie del principe consorte di Prussia, poi Federico III, Imperatore tedesco e re di Prussia)
3. 1878: Alice di Sassonia-Coburgo-Gotha, granduchessa consorte d'Assia
4. 1878: Elena di Sassonia-Coburgo-Gotha, principessa consorte di Schleswig-Holstein
5. 1878: Luisa di Sassonia-Coburgo-Gotha, marchesa di Lorne
6. 1878: Beatrice di Sassonia-Coburgo-Gotha, principessa del Regno Unito
7. 1878: Marija Aleksandrovna Romanova, duchessa di Edimburgo
8. 1878: Augusta di Assia-Kassel, duchessa di Cambridge
9. 1878: Augusta di Hannover, granduchessa di Mecleburgo-Strelitz
10. 1878: Maria di Teck, duchessa di Teck
11. 1878: Maharanee Dhuleep Singh
12. 1878: Shah Jahan, Gran Mogol di Bhopal
13. 1878: Maharanee Seta Velass Dawajee Ammanee Anaro di Mysore
14. 1878: Maharanee Jumna Bai Saheb Gaekwar di Baroda (vedova del Maaraja Khande Rao)
15. 1878: Dilawar un-Nissar Begum Saheba, dell'Hyderabad
16. 1878: Qudsia, begum di Bhopal
17. 1878: Vijaya Mohenu Mukta Boyi Ammanee Rajah Saheb di Tanjore
18. 1878: Paharanee Surnamayee di Cossimbazar
19. 1878: Elizabeth Campbell, duchessa di Argyll
20. 1878: Georgina Gascoyne-Cecil, marchesa di Salisbury
21. 1878: Henrietta Robinson, marchesa di Ripon
22. 1878: Mary Morgan-Grenville, Lady Kinloss
23. 1878: Mary Bruce, contessa di Elgin
24. 1878: Blanche Bourke, contessa di Mayo
25. 1878: Susan Bourke, baronessa Connemara
26. 1878: Mary Wood, viscontessa Halifax
27. 1878: Mary Hobart, Lady Hobart
28. 1878: Jane Crichton, Lady Crichton
29. 1878: Anne Napier, Lady Napier
30. 1878: Edith Bulwer-Lytton, baronessa Lytton
31. 1878: Harriette Lawrence, baronessa Lawrence
32. 1878: Cecilia Northcote, contessa di Iddesleigh
33. 1878: Catherine Frere, Lady Frere
34. 1878: Mary Temple, Lady Temple
35. 1878: Caroline Denison, Lady Denison
36. 1878: Katherine Strachey, Lady Strachey (moglie di Sir John Strachey, Viceré d'India 1872)
37. 1879: Margherita di Connaught
38. 1879: Mary Napier, baronessa Napier di Magdala (moglie di Sir Robert Napier, primo barone Napier di Magdala, Comandante in capo 1870-1876 e Viceré d'India 1862-1863)
39. 1879: Frances Cunynghame, Lady Cunynghame
40. 1879: Susanna Maria Pottinger, Lady Pottinger (vedova di Sir Henry Pottinger, Governatore della Presidenza di Madras 1848-1854)
41. 1881: Bharani Thirunal Lakshmi Bayi, sovrana Rani di Travancore (consorte di Kerala Varma Valiya Koil Thampuran)
42. 1881: Olive Fergusson, Lady Fergusson (moglie di Sir James Fergusson, VI baronetto, Governatore della Presidenza di Bombay 1880-1885)
43. 1881: Mrs Emily Adam (vedova di William Patrick Adam, Governatore della Presidenza di Madras 1880-1881)
44. 1884: Miss Edith Fergusson (figlia di Sir James Fergusson, baronetto, Governatore della Presidenza di Bombay 1880-1885)
45. 1884: Hariot Hamilton-Temple-Blackwood, marchesa di Dufferin e Ava (moglie del Marchese Frederick Hamilton-Temple-Blackwood, marchese di Dufferin e Ava, Viceré d'India 1884-1888)
46. 1885: Jennie Jerome, Lady Churchill (moglie di Lord Randolph Churchill, Segretario di Stato d'India 1885-1886)
47. 1886: Georgina Cross, Viscontessa Cross (moglie di R. A. Cross, visconte Cross, Segretario di Stato d'India 1886-1892)
48. 1887: Luisa di Sassonia-Coburgo-Gotha, principessa del Galles
49. 1887: Vittoria Alessandra di Sassonia-Coburgo-Gotha, principessa del Galles
50. 1887: Maharanee Sunity Devee di Kuch Behar
51. 1889: Elena Vittoria di Schleswig-Holstein, principessa del Regno Unito
52. 1889: Maria di Teck, principessa di Teck, poi regina consorte del Regno Unito e dei Domini Britannici ed imperatrice d'India, consorte del re-imperatore Giorgio V del Regno Unito
53. 1890: Lucy Ada Harris, Baronessa Harris (moglie del Barone George Harris, Governatore della Presidenza di Bombay 1890-1895)
54. 1891: Maharanee Sakhya Bai Raje Sahib Scindia Bahadur, reggente di Gwalior (vedova del Maraja Sir Jayaji Rao Scindia Bahadur)
55. 1892: Maharanee Chimna Bai Saheb Gaekwar di Baroda (moglie del Maraja Sayaji Rao Gaekwad III)
56. 1892: Lady Nundkooverbai Bhugvut Sinh Jareja, ranee saheb di Gondal
57. 1893: Maharani Kempa Nanjammani Vani Vilasa Sannidhana, maharani di Mysore (moglie di Chamaraja Wodeyar IX Bahadur)
58. 1893: Maria di Sassonia-Coburgo-Gotha, principessa poi Regina consorte di Romania, consorte di re Ferdinando I di Romania
59. 1893: Vittoria Melita di Sassonia-Coburgo-Gotha
60. 1893: Maria Luisa di Schleswig-Holstein, principessa di Anhalt
61. 1894: Constance Bruce, contessa di Elgin (moglie del Conte Victor Bruce di Elgin, Viceré d'India 1894-1899)
62. 1895: Ellen Fowler, viscontessa Wolverhampton (moglie del Visconte Henry Fowler di Wolverhampton, Segretario di Stato per l'India 1894-1895)
63. 1895: Victoria Mansfield, viscontessa Sandhurst (moglie di William Mansfield, Visconte di Sandhurst, Governatore della Presidenza di Bombay 1895-1900)
64. 1895: Lady George Hamilton (moglie di Lord George Hamilton, Segretario di Stato per l'India 1895-1903)
65. 1897: Alessandra di Sassonia-Coburgo-Gotha, principessa di Hohenlohe-Langenburg
66. 1897: Maharanee Sahiba di Udaipur (moglie del Maraja Dhiraj Fateh Singh)
67. 1897: Nawab Shamesi Jahan, begum sahiba di Murshidabad
68. 1897: Anne Havelock, Lady Havelock (moglie di Sir Arthur Havelock, Governatore della Presidenza di Madras 1896-1900)
69. 1899: Mary Curzon, baronessa Curzon di Kedleston (moglie di George Curzon, primo marchese Curzon di Kedleston, Viceré d'India 1899-1904 e 1904-1905)
70. 1900: Margaret Russell, baronessa Ampthill (moglie del barone Arthur Russell, Barone Ampthill, Governatore della Presidenza di Madras 1900-1905)
71. 1900: Alice Northcote, baronessa Northcote (moglie di Henry Northcote, barone Northcote, Governatore della Presidenza di Bombay 1900-1903)
72. 1909: Mary Elliot-Murray-Kynynmound, contessa di Minto (moglie di Gilbert Elliot-Murray-Kynynmound, conte di Minto, Viceré d'India 1905-1910)
73. 1910: Winifred Hardinge, baronessa Hardinge di Penshurst (moglie di Charles Hardinge, barone Hardinge di Penshurst, Viceré d'India 1910-1916)
74. 1911: Patrizia di Connaught (durante l'incoronazione di re Giorgio V)
75. 1911: Carlotta di Prussia, duchessa di Sassonia-Meiningen (durante l'incoronazione di re Giorgio V)
76. 1911: Margaret Crewe-Milnes, marchesa di Crewe (moglie di Robert Crewe-Milnes, marchese di Crewe, Segretario di Stato per l'India 1910-1911)
77. 1911: Nawab Jahan Begum, begum di Bhopal
78. 1911: Maharani Sri Nundkanvarba di Bhavnagar
79. 1916: Frances Thesiger, viscontessa Chelmsford (moglie di Frederic Thesiger, visconte Chelmsford, Viceré d'India 1916-1921)
80. 1917: Marie Freeman-Thomas, marchesa di Willingdon (moglie di Freeman Freeman-Thomas, marchese di Willingdon, Governatore della Presidenza di Bombay 1913-1918, Governatore della Presidenza di Madras 1919-1924, Viceré d'India 1931-1936)
81. 1918: Maji Sahiba Girraj Kuar, maharani di Bharatpur, reggente di Bharatpur 1900-1918
82. 1919: Mary Windsor, principessa Reale
83. 1921: Alice Isaacs, contessa di Reading (moglie di Rufus Isaacs, marchese di Reading, Viceré d'India 1921-1925)
84. 1926: Dorothy Wood, contessa di Halifax, (moglie di E. F. L. Wood, conte di Halifax, Viceré d'India 1926-1931)
85. 1927: Pamela Bulwer-Lytton, contessa di Lytton (moglie di Victor Bulwer-Lytton, conte di Lytton, Viceré d'India 1925-1926)
86. 1928: Shrimati Chinkooraja Scindia, sovrana maharani di Gwalior
87. 1929: Pooradam Thirunal Sethu Lakshmi Bayi, sovrana maharani di Travancore
88. 1930: Janetta Birdwood, baronessa Birdwood (moglie di William Birdwood, barone Birdwood, Comandante in capo dell'India 1925-1930)
89. 1931: Elizabeth Bowes-Lyon, duchessa di York, poi regina consorte del Regno Unito, ultima regina consorte d'Irlanda e imperatrice consorte d'India, consorte di re Giorgio VI, poi S.M. la Regina Elisabetta, la Regina Madre, madre dell'attuale sovrana Elisabetta II e della principessa Margaret.
90. 1932: Begum Mariam Sultana, Lady Aly Shah (vedova di Aga Khan II)
91. 1936: Doreen Hope, marchesa di Linlithgow (moglie di Victor Hope, marchese di Linlithgow, Viceré d'India 1936-1943)
92. 1937: Alice Christabel Montagu Douglas Scott, duchessa di Gloucester
93. 1937: Marina di Grecia, duchessa consorte poi vedova di Kent, contessa di St. Andrews, baronessa Downpatrick, moglie e poi vedova del principe Giorgio, I duca di Kent
94. 1937: Doreen Knatchbull, baronessa Brabourne (moglie di Michael Knatchbull, barone Brabourne, Governatore della Presidenza di Bombay 1931-1937 e del Bengala 1937-1939)
95. 1943: Marie Wavell, contessa Wavell (moglie di Archibald Wavell, conte Wavell, Viceré d'India 1943-1947)
96. 1945: Florence Amery (moglie di Leopold Stennett Amery, Segretario di Stato d'India 1940-1945)
97. 1946: maharini Tara Devi di Jammu e Kashmir
98. 1947: Edwina Cynthia Annette Ashley, contessa Mountbatten di Birmania (moglie di Louis Mountbatten, conte Mountbatten di Birmania, Viceré e Governatore Generale d'India 1947-1948)
99. 1947: Elisabetta II, allora principessa del Regno Unito, poi Sovrana del Regno Unito, Sovrana dell'Ordine e ultima decorata vivente deceduta nel 2022
100. 1947: Margaret, allora principessa del Regno Unito, poi contessa di Snowdon, sorella della regina Elisabetta II del Regno Unito